# Feldherr
Als Feldherr oder Heerführer bezeichnet man den Oberbefehlshaber und höchsten Militärangehörigen im Krieg.
Nach Carl von Clausewitz bezeichnet man als Feldherr den „an der Spitze eines gesamten Krieges oder eines Kriegstheaters stehenden General“.

## Stellung
Der Feldherr steht der politischen Spitze gegenüber und ist ihr unterstellt. Da die von ihm allein verantworteten militärischen Entscheidungen Konsequenzen haben, wird von ihm auch in hohem Maße Einsicht in die höheren Staatsverhältnisse verlangt.

## Aufgaben
- im Frieden Planung militärischer Optionen für politische Konflikte
- im Krieg die Wiederherbeiführung politischer Lösungen durch Zerschlagung der militärischen Handlungsfähigkeit des Gegners

Im Einzelnen sind seine Aufgaben:
- Einen Kampfverband schaffen und ihn für die geplante Aufgabe vorbereiten
- Die Organisation im Stab zu schaffen, die eine effektive Führung des Kampfverbandes ermöglicht
- Den Kampfverband so in die Schlacht führen, dass er schnell die beste Wirksamkeit entwickelt (Aufmarsch)
- Im Gefecht die taktischen Grundsätze möglichst wirksam benutzen: Überraschung, Konzentration der Kräfte, Zusammenarbeit aller Waffen, Kontrolle, Einfachheit, Schnelles Handeln, Initiative und Motivation der kämpfenden Truppe

## Feldherren in der Geschichte
Clausewitz erwähnt auch den Unter-Feldherren, der sich jedoch bereits im starken Maße vom Feldherren unterscheidet, da er viele Entscheidungen nicht mehr alleinverantwortlich zu tragen hat. Damit wird die Trennungslinie zum Feldherren eindeutig der zufallenden Verantwortung zugeschrieben.
Da Politik und Militär in der Geschichte nicht immer strikt getrennt waren, sind auch einige Politiker und Monarchen, die im Kriegsfalle ihre Armeen befehligt haben, den Feldherren zuzurechnen.

## Bekannte Feldherren
Siehe Liste von Militärs, Kategorie:Militärperson